# Липинский, Тадеуш
Тадеуш Титус Липинский (пол. Tadeusz Tytus Lipiński, 14 июля 1897 — 1940) — майор пехоты Войска Польского.

## Биография
Тадеуш Липинский родился в деревне Пожондзе, Царство Польское, Российская империя.
С 1919 года, в период Гражданской войны в России командовал 2-м батальоном 1-го полка польских стрелков им. Тадеуша Костюшко, в составе 5-й дивизии польских стрелков под командованием полковника Казимира Румши. На станции Клюквенная, в 1920 году, когда большая часть личного состава 5-й дивизии польских стрелков капитулировала попал в плен к большевикам.
Бежал из плена и вернулся в Польшу 27 июня 1920 года. С 20 октября 1924 года служил в Корпусе охраны пограничья. С июля 1929 года назначен командиром батальона в 70-м пехотном полку. В марте 1934 года освобожден от занимаемой должности и переведен в распоряжение командующего Округа Корпуса № X, 30 ноября этоже же года уволен в отставку.
В 1939 году арестован НКВД. Его имя фигурирует в так называемом «Украинском катынском списоке» под номером 66/1-90. Жертвы этой части массовых расстрелов были перезахоронены в поселке Быковня, Украина, на Польском военном кладбище.

## Награды
- Серебряный крест ордена Virtuti militari[7]
- Крест Независимости[8]
- Крест Храбрых